# Mnais incolor
Mnais incolor är en trollsländeart som beskrevs av Martin 1921. Mnais incolor ingår i släktet Mnais och familjen jungfrusländor. Inga underarter finns listade i Catalogue of Life.